# Balatonszárszó
Balatonszárszó je obec v Maďarsku. Leží v severní části župy Somogy, na jižním pobřeží jezera Balaton. Spadá do vinařské oblasti Balatonboglár. Žije zde přibližně 2 000 obyvatel.
První písemná zmínka o obci s názvem Zarrosozow pochází z roku 1082, trvale byla oblast osídlena od 12. století.
3. prosince 1937 zemřel na zdejším nádraží maďarský básník Attila József; od roku 1998 má v místním parku Tóparti pomník.